# Bangar (Temburong)
Bangar è una città del Brunei, capitale del distretto di Temburong. La popolazione della città è di 3.970 abitanti.